# Димитрий Басарбовский
Димитрий Басарбовский (болг. Димитър Басарбовски, рум. Dimitrie cel Nou (Новый) Basarabov) — православный святой почитаемый в лике преподобных. Память совершается:
- в Болгарской, Румынской, Албанской, Финляндской и Американской православных церквях — 27 октября н. ст., в день канонизации в 1955 году;
- в Русской православной церкви, Грузинской, Сербской (по юлианскому календарю) — 26 октября и 8 июля (перенесение мощей).

## Жизнеописание
Димитрий родился в селе Басарбове (долина реки Русенски-Лом около города Русе). Сохранилось несколько версий жизнеописания преподобного Димитрия:
- По версии преподобного Паисия Хиландарского Димитрий был мирянином, поселился на берегу реки, разбил виноградник, проводил жизнь в уединении. После смерти его тело было перенесено в Басарбово где мощи стали почитаться как источник чудотворений. Смерть Дмитрия Паисий относит к 1685 году.
- Димитрий родился в бедной благочестивой семье, любил домашних животных и ему поручили пасти скот. Его любовь к животным доходила до того, что случайно разорив птичье гнездо он наложил на себя на 3 года наказание — ходил босым, раня свои ноги.
- Димитрий был женат, но брак был бездетным. После смерти жены он принял постриг в скальном Басарбовском монастыре. Прославился своим аскетизмом. Перед смертью пришёл на берег Русенски-Лом где скончался между большими камнями, которые стали подобием гробницы. При подъеме воды в реке мощи Димитрия были смыты. По преданию, их обрели после того как святой явился во сне одержимой девушке и пообещал исцеление если его мощи поднимут со дна реки. Мощи извлекли из воды и положили в сельской церкви где они стали почитаться верующими.

Во время Русско-турецкой войны 1768—1774 годов чтобы спасти от возможного поругания турками мощи Димитрия планировалось вывезти в Россию. Когда мощи привезли в Бухарест, то купец Хаджи (Паломник) Димитрий и митрополит Унгро-Валахийский Григорий II обратились к графу Ивану Салтыкову с просьбой оставить мощи в городе. Просьба была удовлетворена, и мощи Димитрия были положены в кафедральном соборе, где хранятся по настоящее время.
27 октября 1955 года Димитрий Басарбовский был канонизирован и стал почитаться покровителем Бухареста. В 2005 году по просьбе Болгарского патриарха Максима икона с частицей мощей святого Димитрия была преподнесена Румынским патриархом Феоктистом в дар Басарбовскому монастырю